# Alexa leiopetala
Alexa leiopetala är en ärtväxtart som beskrevs av Noel Yvri Sandwith. Alexa leiopetala ingår i släktet Alexa och familjen ärtväxter. Inga underarter finns listade i Catalogue of Life.